# 阿尔特沙伊德
阿尔特沙伊德是德国莱茵兰-普法尔茨州的一个市镇。总面积5.89平方公里，总人口88人，其中男性43人，女性45人（2011年12月31日），人口密度15人/平方公里。